# SMS Kaiser (1858)
Pour les autres navires du même nom, voir SMS Kaiser.
Le SMS Kaiser était le dernier navire de ligne en bois et à deux ponts de 92 canons construit par la marine austro-hongroise pour l'empire d'Autriche et, à partir de 1867, pour l'Autriche-Hongrie.

## Historique
Il a été construit par le chantier naval de Pula ; posé en mars 1855, il a été lancé en octobre 1858 et a été achevé l'année suivante. Le navire a pris part à la Seconde Guerre du Schleswig de 1864, mais n'a vu aucune action lors de son déploiement en mer du Nord. Kaiser a vu l'action pendant la guerre austro-prussienne deux ans plus tard, au cours de laquelle il a pris part à la bataille de Lissa en 1866 en tant que navire amiral d'Anton von Petz, commandant de la 2e division autrichienne. Kaiser a engagé plusieurs cuirassés italiens simultanément, en a percuté un - Re di Portogallo - et en a endommagé un autre - Affondatore - avec des coups de feu. Ce faisant, il est devenu le seul navire en bois de ligne à engager un navire cuirassé au combat.
En 1869, les Austro-Hongrois décident de reconstruire le Kaiser en navire à batterie centrale ; les travaux ont duré jusqu'en 1873 et ont été considérablement retardés par des déficits budgétaires, ce qui a ralenti l'acquisition de plaques de blindage auprès d'entreprises britanniques. À cette époque, cependant, les navires à casemate étaient remplacés par des navires à tourelle et, par conséquent, Kaiser passa les années 1875 à 1902 en réserve. Il a néanmoins été modernisé périodiquement tout au long des années 1870 et 1880 dans le but d'améliorer ses performances. En 1901-1902, il a été rebaptisé Bellona et a fait retirer son armement et ses moteurs afin qu'il puisse être utilisé comme navire-caserne à Pula, un rôle qu'il a rempli pendant la Première Guerre mondiale. L'Italie a saisi le navire comme prise de guerre après la fin du conflit, mais son sort ultime est inconnu.

## Galerie

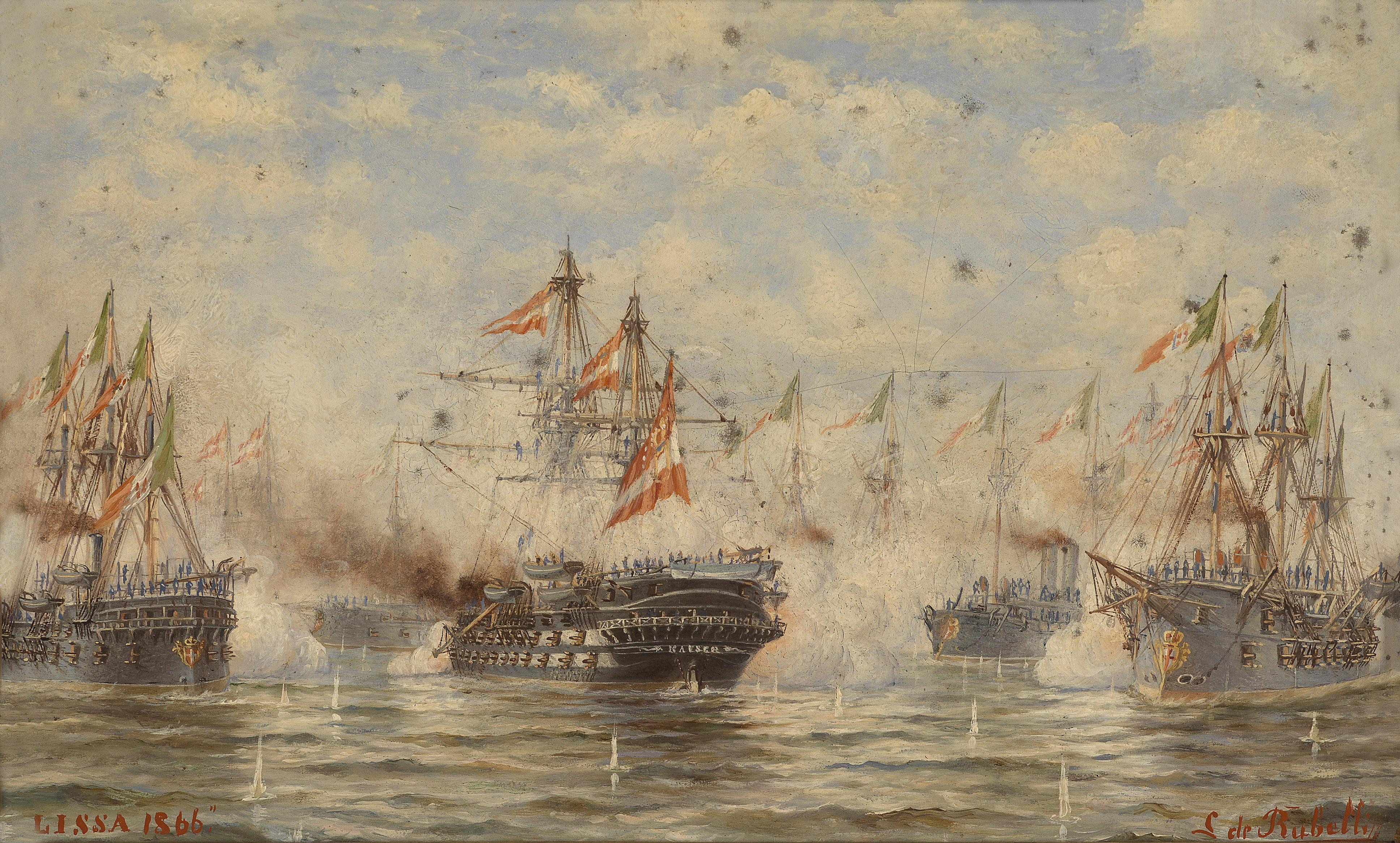
Kaiser pendaant la bataille de Lissa
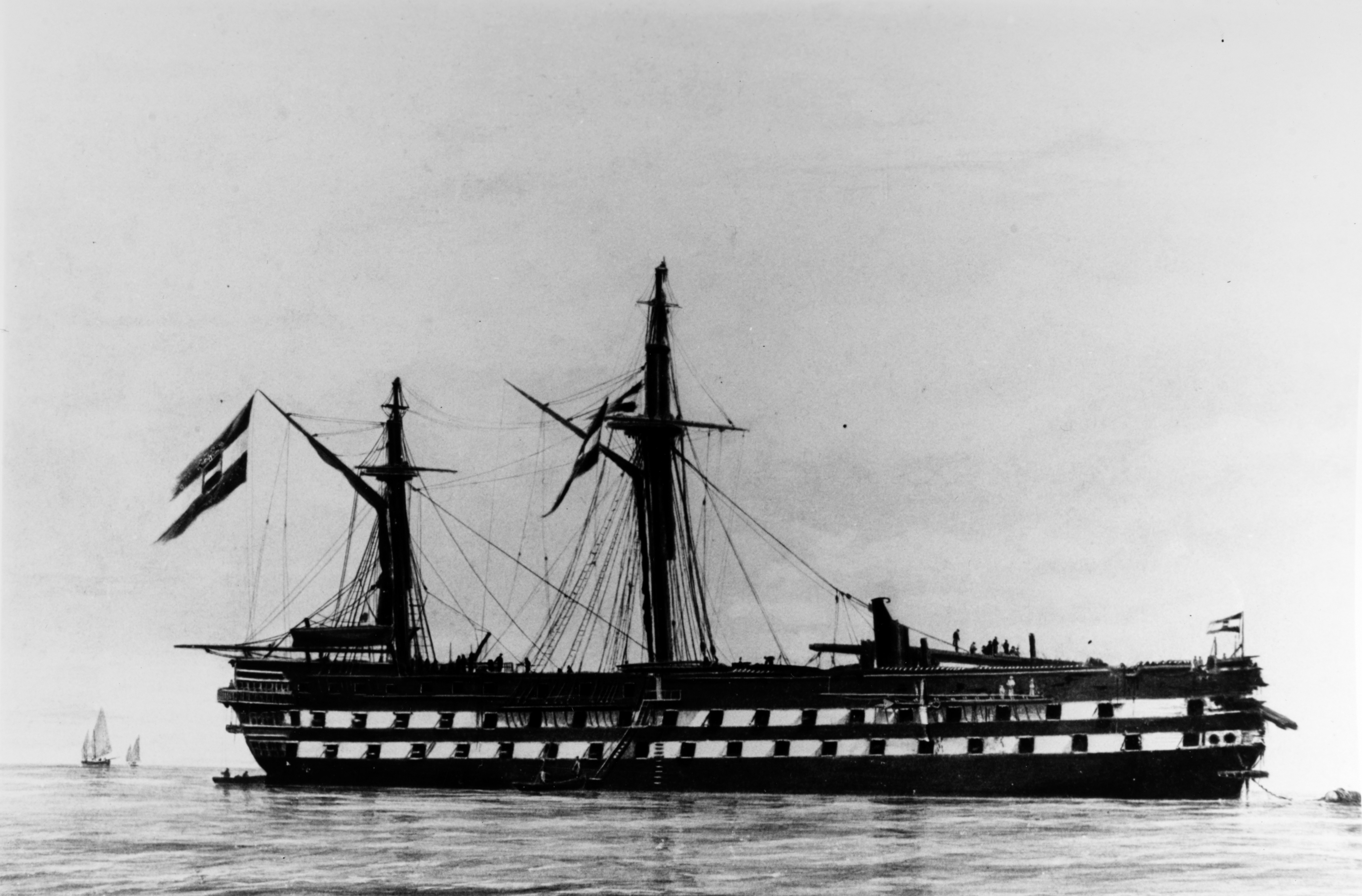
Kaiser après la bataille de Lissa
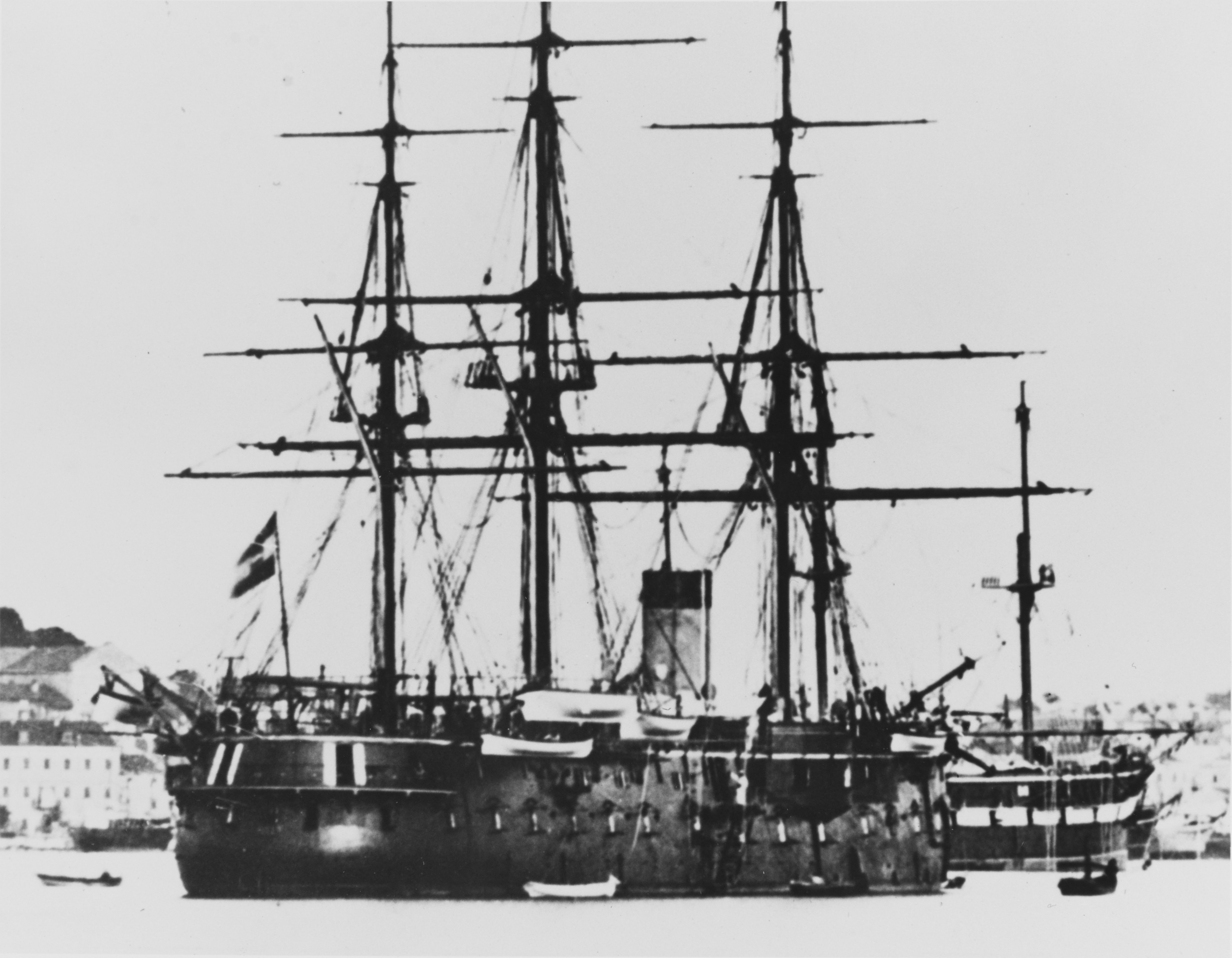
Kaiser en navire à casemate (1874)